# Buprenorfina

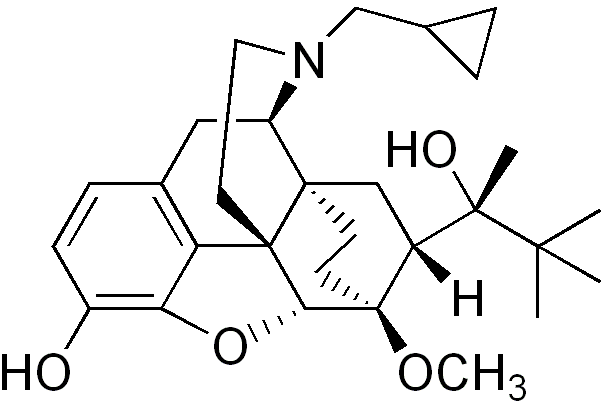
Estrutura da molécula da buprenorfina

A buprenorfina é um medicamento agonista parcial (ou agonista-antagonista) morfínico e se fixa nos receptores cerebrais µ e k. Inicialmente produzida como analgésico, nos anos 1980, a substância passou a ser utilizada no tratamento substitutivo da dependência de opiáceos, assim como a metadona. É um opioide usado para tratar transtorno por uso de opioides, dor aguda e dor crônica. Para transtorno por uso de opioides, geralmente é iniciado quando os sintomas de abstinência começam e durante os primeiros dois dias de tratamento sob observação direta de um profissional de saúde.
A buprenorfina faz com que o dependente (adicto) não sinta a síndrome de abstinência tão violentamente e que, a médio prazo, lide de forma mais saudável com a dependência. De início, a substância é administrada em dosagem de acordo com os consumos do paciente e  vai sendo reduzida lentamente até 0 mg, altura em que o paciente não sente mais a necessidade dos opiáceos, como a morfina e a heroína.

## Contraindicação
Buprenorfina é contraindicada a pacientes com hipersensibilidade conhecida à buprenorfina ou a qualquer um dos excipientes.
Buprenorfina é contraindicada a pacientes com função respiratória gravemente comprometida ou a pacientes que recebem concomitantemente inibidores não-seletivos da monoamina oxidase (IMAOs) ou dentro de 14 dias da parada do tratamento com IMAOs não-seletivos.
Buprenorfina não deve ser utilizada em pacientes com miastenia gravis e delirium tremens.

## Farmacologia

### Farmacodinâmica
Receptor μ-opióide (MOR): Agonista parcial de afinidade muito alta: em doses baixas, os efeitos da buprenorfina mediados por MOR são comparáveis aos de outros narcóticos, mas esses efeitos atingem um "teto" à medida que a população receptora está saturada .  Este comportamento é responsável por várias propriedades únicas: a buprenorfina reduz muito o efeito da maioria dos outros agonistas do MOR,  pode causar abstinência precipitada quando usada em pessoas ativamente dependentes de opioides,  e tem uma menor incidência de depressão respiratória e overdose fatal em relação aos agonistas MOR completos. 
Receptor κ-opióide (KOR): Antagonista de alta afinidade - supõe-se que esta atividade esteja subjacente a alguns dos efeitos da buprenorfina nos transtornos de humor e no vício. 
Receptor δ-opioide (DOR): Antagonista de alta afinidade.
Receptor de nociceptina (NOP, ORL-1): afinidade fraca, agonista parcial muito fraco.

### Farmacocinética
A buprenorfina é metabolizada pelo fígado, via CYP3A4 (também CYP2C8 parece estar envolvido) isoenzimas do sistema enzimático do citocromo P450 , em norbuprenorfina (por N -desalquilação). A glucuronidação da buprenorfina é realizada principalmente por UGT1A1 e UGT2B7 , e a da norbuprenorfina por UGT1A1 e UGT1A3 . Esses glicuronídeos são então eliminados principalmente através da excreção na bile . A meia-vida de eliminação da buprenorfina é de 20 a 73 horas (média de 37 horas). Devido à eliminação principalmente hepática, não existe risco de acumulação em pessoas com insuficiência renal.

## Efeitos Adversos
As reações adversas medicamentosas comuns associadas ao uso de buprenorfina, semelhantes às de outros opioides, incluem náuseas e vômitos, sonolência, tontura, dor de cabeça, perda de memória, inibição cognitiva e neural, transpiração, coceira, boca seca, encolhimento das pupilas do olhos (miose), hipotensão ortostática , dificuldade ejaculatória masculina, diminuição da libido e retenção urinária.
Os efeitos da constipação e do sistema nervoso central (SNC) são observados com menos frequência do que com a morfina. A apneia central do sono também foi relatada como um efeito colateral do uso prolongado de buprenorfina. 

### Efeitos respiratórios
O efeito colateral mais grave associado à buprenorfina é a depressão respiratória (respiração insuficiente). Ocorre com mais frequência em pessoas que também tomam benzodiazepínicos e álcool, ou que tenha doença pulmonar subjacente. Os agentes de reversão usuais para opioides, como a naloxona, podem ser apenas parcialmente eficazes e podem ser necessários esforços adicionais para apoiar a respiração.  A depressão respiratória pode ser menor do que com outros opioides, particularmente com uso crônico. No entanto, no contexto do tratamento da dor aguda, a buprenorfina parece causar a mesma taxa de depressão respiratória que outros opioides, como a morfina.  A apneia central do sono é possível com o uso prolongado, possivelmente resolvida com a redução da dose.

### Dependência de Buprenorfina
O tratamento com buprenorfina acarreta o risco de causar dependências psicológicas ou fisiológicas (físicas). Possui início de atividade lento, longa duração de ação e meia-vida longa de 24 a 60 horas. Depois que o paciente se estabiliza com a medicação e o programa (buprenorfina), restam três opções - uso contínuo (medicação apenas com buprenorfina), mudança para uma combinação de buprenorfina/naloxona ou uma retirada supervisionada por um médico.

### Tratamento da dor
Alcançar analgesia aguda com opioides é difícil em pessoas que usam buprenorfina para o controle da dor. No entanto, uma revisão sistemática não encontrou nenhum benefício claro na ponte ou interrupção da buprenorfina quando usada na terapia de substituição de opioides para facilitar o controle da dor perioperatória, mas descobriu-se que a falha em reiniciá-la representa preocupações quanto à recaída. Portanto, recomenda-se que a terapia de substituição de opioides com buprenofina seja continuada no período perioperatório, quando possível. Além disso, o tratamento pré-operatório da dor em pacientes que tomam buprenorfina deve utilizar uma abordagem interdisciplinar com analgesia multimodal.

## Grávidas e lactantes
Buprenorfina deve ser usado durante a gravidez apenas se os benefícios justificarem o potencial risco para o feto. Demonstrou-se que a buprenorfina cruza a placenta em humanos. A buprenorfina foi detectada no sangue, urina e mecônio de recém-nascidos e também no leite materno, em baixas concentrações. Analgésicos opioides, incluindo buprenorfina, podem causar depressão respiratória no bebê recém-nascido.
O uso prolongado de buprenorfina durante a gravidez pode resultar em síndrome de retirada nos bebês recém-nascidos. Não há estudos adequados e bem controlados com buprenorfina ou Buprenorfina em mulheres grávidas.
Em coelhas prenhas, buprenorfina produziu perdas pré-implantação estatisticamente significantes nas doses VO ≥ 1 mg/kg/dia e perdas pós-implantação em doses IV ≥ 0,2 mg/kg/dia (exposição do medicamento em animais aproximadamente 6 vezes a dose sistêmica diária esperada de buprenorfina em humanos durante tratamento com Buprenorfina 20 mg). Distócia foi observada em ratas prenhas tratadas com doses IM de buprenorfina ≥ 1 mg/kg/dia (aproximadamente 17 vezes a dose diária humana esperada durante o tratamento com Buprenorfina 20 mg).
Estudos de desenvolvimento peri- e pós-natal realizados com buprenorfina em ratos mostraram aumentos na mortalidade neonatal após doses de 0,8 mg/kg/dia VO, 0,5 mg/kg/dia IM ou 0,1 mg/kg/dia SC (aproximadamente 14, 9 e 1,7 vezes, respectivamente, a dose diária humana durante o tratamento com Buprenorfina 20 mg). Doses quem não apresentam efeito na mortalidade neonatal não foram estabelecidas. Foram observados atrasos na ocorrência de reflexo de endireitamento e resposta defensiva em filhotes de ratos após a administração de uma dose de buprenorfina ≥ 8 mg/kg/dia VO às mães (> 100 vezes a dose diária humana esperada durante o tratamento com Buprenorfina 20 mg).
Não foi observada nenhuma evidência de atividade teratogênica em estudos em animais realizados com doses de buprenorfina variando de 14 a > 100 vezes a dose diária humana esperada durante o tratamento com Buprenorfina 20 mg.
Não foi observado nenhum efeito sobre o desenvolvimento embriofetal em estudos com adesivos de Buprenorfina aplicados topicamente em ratos e em coelhos exposição sistêmica à buprenorfina até cerca de 30 e 6 vezes, respectivamente, a dose diária humana esperada durante o tratamento com Buprenorfina 20 mg.

## História
Em 1969, pesquisadores da Reckitt e Colman (agora Reckitt Benckiser ) passaram 10 anos tentando sintetizar um composto opioide "com estruturas substancialmente mais complexas que a morfina [que] pudesse reter as ações desejáveis enquanto eliminava os efeitos colaterais indesejáveis". A dependência física e a abstinência da própria buprenorfina continuam a ser questões importantes, uma vez que a buprenorfina é um opioide de ação prolongada.  A Reckitt obteve sucesso quando os pesquisadores sintetizaram o RX6029, que mostrou sucesso na redução da dependência em animais de teste. RX6029 foi denominado buprenorfina e começou a ser testado em humanos em 1971.  Em 1978, a buprenorfina foi lançada pela primeira vez no Reino Unido como uma injeção para tratar dores intensas, com uma formulação sublingual lançada em 1982.

## Sociedade e cultura
Na União Europeia, o Subutex e o Suboxone, as preparações em comprimidos sublinguais de alta dosagem da buprenorfina, foram aprovadas para o tratamento de transtornos por uso de opióides em setembro de 2006. Na Países Baixos, a buprenorfina é um medicamento da lista II da Lei do Ópio, embora regras e diretrizes especiais se apliquem à sua prescrição e dispensação.
A buprenorfina foi patenteada em 1965 e aprovada para uso médico nos Estados Unidos em 1981. Está na Lista de Medicamentos Essenciais da Organização Mundial da Saúde. Além da prescrição como analgésico, é um medicamento comum usado para tratar transtornos por uso de opioides, como o vício em heroína. Em 2020, foi o 186º medicamento mais prescrito nos Estados Unidos, com mais de 2,8  milhões de prescrições.  A buprenorfina também pode ser usada recreativamente devido ao efeito que pode produzir. Nos Estados Unidos, a buprenorfina é uma substância controlada de tabela III.